# 八家子乡 (阜新县)
八家子乡是中国辽宁省阜新市阜新蒙古族自治县下辖的一个乡。2011年撤乡，设八家子镇。

## 行政区划
八家子乡下辖八家子村、水泉村、宅山土村、克丑村、七家子村、大板营子村、果树村、欧力营子村、矿务局八家子林场生活区。